# Brainiac 8
Brainiac 8 (Indigo) es una superheroína ficticia en el Universo DC Comics, que luego se revela como una supervillana.

## Historial de publicaciones
Brainiac 8 apareció por primera vez en Titans / Young Justice: Graduation Day # 1 y fue creado por Judd Winick y Alé Garza.

## Biografía ficticia
Indigo es ginoide y miembro de los Outsiders. Nacida en una era del futuro lejano, llega al siglo XXI muy dañada y busca desesperadamente un organismo cibernético o mecánico capaz de repararla. En el proceso, intenta instalar sus rutinas de reparación automática en los Hombres de Metal, pero son incapaces de ayudarla con el mantenimiento. Luego se vuelve hacia Cyborg, pero en el proceso, lo daña.
Atacada por las fuerzas combinadas de Justicia Joven y los Titanes, ella se retira y cambia a un modo ofensivo. Aunque las fuerzas combinadas de los jóvenes superhéroes la superan, agregando más daño, puede activar un robot Superman inactivo antes de apagarlo para reparaciones. Sin embargo, cuando el androide persigue a los jóvenes héroes (matando a Lilith Clay y Donna Troy), Flecha Roja (que luego se llama "Arsenal") reactiva brevemente a la joven androide y la envía a detener al Androide Superman antes de apagarse nuevamente.
Cuando Flecha Roja (todavía llamándose Arsenal en ese momento) reforma a los Outsiders, reclama a la droide femenina, ahora llamada Indigo, como compañera de equipo.
Supuestamente, su memoria fue dañada como consecuencia de su dramática apariencia; cualquier resto fue eliminado por S.T.A.R. Labs. Indigo muestra una personalidad muy ingenua, y disfruta sin engaño de las cosas simples de la vida, como lavar la ropa para amigos, jugar a los bolos y películas mudas. A menudo tiene dificultades para aprender a comportarse en sociedad y se inspira en las personas con las que vive. A medida que se integra más en su búsqueda para ganarse la aceptación y el perdón de Nightwing y sus compañeros de equipo, incluso logra encontrar el amor con Shift.
Se reveló en Teen Titans (vol. 3) # 24 que Indigo es en realidad Brainiac 8, y todo el villano despiadado e inhumano que eran los Brainiacs anteriores. Índigo, como la conocían los Outsiders, es esencialmente un subprograma, diseñado por el "abuelo" de Brainiac 8, Brainiac 6, para hacerla querer por la comunidad de superhéroes.
Brainiac 8 había sido enviado atrás en el tiempo para matar a Donna Troy, porque una Donna viva negaría el dominio de Coluan sobre los "orgánicos" después de los eventos de la "Crisis infinita". Después de una paliza por las fuerzas combinadas de Teen Titans y Outsiders, en Outsiders (vol. 3) # 25, la persona Indigo arrebata el control de Brainiac 8 y se revela a sí misma como una personalidad genuina. Llorando, le ruega a Shift que la mate antes de que el personaje de Brainac 8 pueda dañar a las personas que ama. Shift, llorando, transforma su estructura molecular en carne, matándola en el proceso.
La historia de respaldo de Origins and Omens en Titans # 10 indicó que Indigo podría regresar pronto, pero el escritor Judd Winick dejó el libro antes de que se pudiera continuar con este hilo de la trama.
Índigo eventualmente regresa en Titanes (Vol. 3) # 98 como parte de la Legión del Mal de Superboy Prime. Ahora luce un brazo y un ojo cibernético, cuyos orígenes son inexplicables. Durante Teen Titans (vol. 3) # 100, ella es destruida una vez más por Red Robin y Robin.

## Poderes y habilidades
Índigo, un ser inorgánico único, posee una mente analítica de computadora, puede volar y puede proyectar campos de fuerza y explosiones de energía desde sus ojos y manos. También es capaz de interactuar y controlar máquinas y robots.

## Otros personajes con el nombre Indigo
- Indigo también era el nombre de un personaje en DP 7, uno de los títulos de la efímera marca New Universe de Marvel Comics.
- Indigo fue otro nombre utilizado por el superhéroe de DC Deep Blue.
- Índigo también era el nombre de un miembro de Siete Soberanos.
- Indigo-1 también fue el nombre del líder de la Tribu Indigo en el evento cruzado Blackest Night en 2009. Ella y su tribu derivaron su poder de la compasión.

## En otros medios

### Televisión
Indigo aparece en la primera temporada de Supergirl, interpretada por Laura Vandervoort (quien interpretó a Supergirl en el programa de televisión Smallville). Ella debuta en el episodio "Soledad". Se menciona que anteriormente se la conocía como Brainiac-8, es una Coluan y una posible descendiente del Brainiac original. Indigo inicialmente aparece como una humana rubia en los monitores de video, pero alcanza una forma más cercana a la de su contraparte de cómics cuando está en el mundo real. Eventualmente cruzando caminos con Supergirl, Indigo hackea una base militar secreta y también se une al enemigo y tío de Supergirl, Non. Ella le revela a Supergirl mientras muere que ella fue la razón por la que Fort Rozz y Supergirl escaparon de la Zona Fantasma. Su plan es destruir National City con un arma nuclear, pero Winn Schott, Jr. la mata cuando le descarga un virus. Sin embargo, Non la reanima más tarde. Indigo reaparece en "Myriad", ahora trabajando con el Proyecto No Conductor Myriad. En el final de temporada "Better Angels", ella y Non intentan matar a todas las personas en National City usando Myriad. Indigo muere para siempre durante una confrontación final con Detective Marciano y Supergirl cuando la primera le rompe el cuerpo por la mitad. Antes de morir, revela que ha bloqueado el sistema para activar Myriad, por lo que Kara y J'onn no tendrán más remedio que ver morir a todos en la Tierra. Indigo es finalmente derrotada en la muerte cuando Supergirl salva el mundo volando Fort Rozz al espacio, empujándose a sí misma hasta sus límites para sacarlo de la órbita de la Tierra, salvando el mundo.

### Videojuegos
Indigo aparece como un personaje jugable en el paquete DLC DC TV Super-Villains en Lego DC Super-Villains.